# Matthias Glandorp

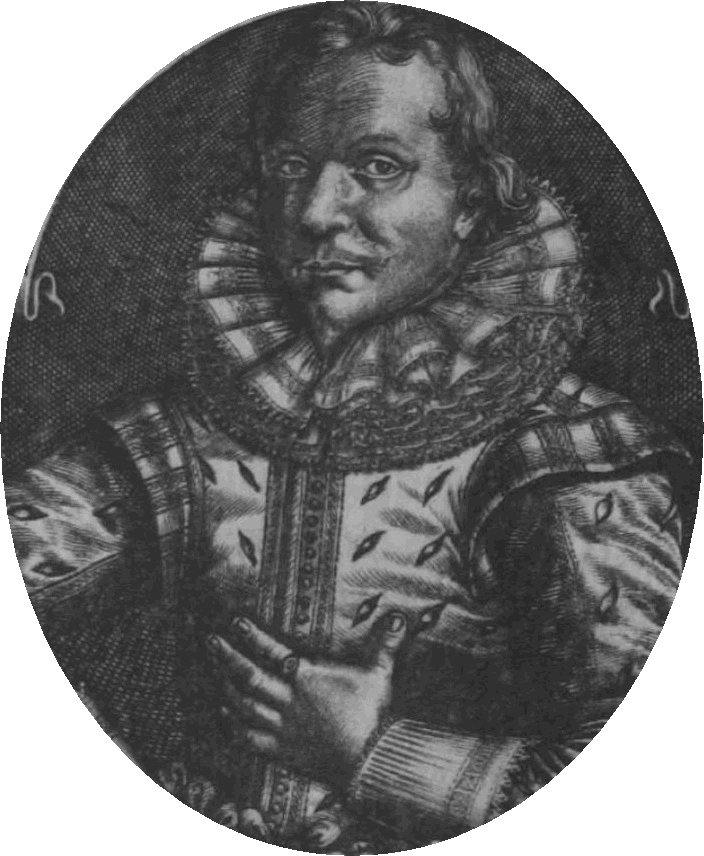
Matthias Glandorp (1623)

Matthias Glandorp (auch Mathias; * 18. Januar 1595 in Köln; † 29. Januar 1636 in Bremen) war ein deutscher Mediziner und Chirurg in Bremen.

## Leben
Glandorp war ein Sohn des aus Bremen stammenden Kölner Wundarztes Ludwig Glandorp. Er besuchte die Schule in Bremen und erlernte anschließend die Praxis des chirurgischen Handwerks bei seinem Vater und seinem Bruder Wilhelm, der schon in Frankreich und Amerika erfolgreich praktiziert hatte. Gleichzeitig hörte er an der Universität Köln Medizin bei Peter Holzemius. Auf dessen Empfehlung hin setzte er ab dem 22. Oktober 1616 bei Hieronymus Fabricius ab Aquapendente und bei Adriaan van de Spiegel seine Studien an der Universität Padua fort, wo er am 4. August 1617 den Doktorgrad in Medizin und Chirurgie erwarb.
Nach einer Bildungsreise durch Italien kehrte er 1618 nach Deutschland zurück und begann, in Bremen zu praktizieren. Hier wurde er insbesondere von dem Stadtphysicus Valentin am Ende gefördert. 1625 verheiratete er sich mit Maria Oppenheim. Aus dieser Ehe ging nur der Sohn Paul Glandorp hervor, der später als Medizinprofessor in Rinteln wirkte. 1628 wurde er Leibarzt des Bremer Erzbischofs Johann Friedrich von Schleswig-Holstein-Gottorf, den er 1634 auf einer Kurreise nach Wiesbaden und Bad Schwalbach begleitete. 1636 praktizierte er gastweise am Hof des Königs Christian IV. von Dänemark und Norwegen. Aus Dänemark zurückgekehrt, starb Glandorp im Alter von nur 41 Jahren.

## Werke (Auswahl)
- Speculum chirurgorum, Bremen 1619.
- Methodus medendae paronychiae, cui accessit decas observationum, Bremen 1623 (online).
- Tractatus de polypo narium affectu grauissimo observationibus illustratus, Bremen 1628 (online, mit Porträtkupferstich).
- Gazophylacium polyplusium fonticulorum et setonum, Bremen 1632 (online).
- Opera Omnia, Geyles, London 1729 (online).